# Nikołaj Gimpel
Nikołaj Aleksandrowicz Gimpel, ros. Николай Александрович Гимпель (ur. w 1895 r. w Sankt Petersburgu, zm. ?) – rosyjski prawnik, agent radzieckich służb specjalnych, pracownik Ministerstwa Rzeszy do spraw Okupowanych Terytoriów Wschodnich i Głównego Zarządu Wojsk Kozackich podczas II wojny światowej
Ukończył klasyczne gimnazjum niemieckie Peterschule w Sankt Petersburgu, a następnie studia prawnicze na miejscowym uniwersytecie. Po wybuchu I wojny światowej został zwerbowany przez Ochranę do rozpracowywania nastrojów rewolucyjnych wśród młodzieży i studentów. Podczas wojny domowej w Rosji rozpoczął służbę na rzecz Czerezwyczajki. W 1921 r. otrzymał rozkaz od CzeKa wyjechania do Niemiec, gdzie ukończył prawnicze studia doktoranckie na uniwersytecie w Heidelbergu. Od 1941 r. pracował w Ministerstwie Rzeszy do spraw Okupowanych Terytoriów Wschodnich Alfreda Rosenberga. W 1942 r. opracował plan powołania na okupowanych obszarach ZSRR organu reprezentującego ludność kozacką (Kosaken-Leitstelle), do czego jednak nie doszło. W 1943 r. wespół z atamanem gen. Piotrem N. Krasnowem współtworzył Kozacki Zarząd Donu, Kubania i Tereku. Od pocz. 1944 r. z ramienia Ministerstwa zasiadał w Głównym Zarządzie Wojsk Kozackich. Otrzymał od NKWD polecenie kontrolowania poczynań gen. P. N. Krasnowa i gen. Andrieja G. Szkury. Po zakończeniu wojny zamieszkał w zachodnich Niemczech. Dalsze jego losy są nieznane.